# 935 (szám)
A 935 (római számmal: CMXXXV) egy természetes szám, szfenikus szám, az 5, a 11 és a 17 szorzata.

## A szám a matematikában
A tízes számrendszerbeli 935-ös a kettes számrendszerben 1110100111, a nyolcas számrendszerben 1647, a tizenhatos számrendszerben 3A7 alakban írható fel.
A 935 páratlan szám, összetett szám, azon belül szfenikus szám. Lucas–Carmichael-szám. Kanonikus alakban az 51 · 111 · 171 szorzattal, normálalakban a 9,35 · 102 szorzattal írható fel. Nyolc osztója van a természetes számok halmazán, ezek növekvő sorrendben: 1, 5, 11, 17, 55, 85, 187 és 935.
A 935 négyzete 874 225, köbe 817 400 375, négyzetgyöke 30,57777, köbgyöke 9,77846, reciproka 0,0010695. A 935 egység sugarú kör kerülete 5874,77826 egység, területe 2 746 458,838 területegység; a 935 egység sugarú gömb térfogata 3 423 918 684,2 térfogategység.